# 740

740(칠백사십)은 739보다 크고 741보다 작은 자연수다.

## 수학
- 합성수로, 그 약수는 총 12개다. (1, 2, 4, 5, 10, 20, 37, 74, 148, 185, 370, 740)
  - 740의 진약수의 합은 856이므로, 740은 과잉수다.
- {\displaystyle 740=8^{2}+26^{2}=16^{2}+22^{2}}
- {\displaystyle 31^{4}-1}은 740으로 나누어떨어진다.

## 과학·기술
- NGC 740(영어판): 삼각형자리 방향에 있는 막대나선은하.
- 740 캔테이비어(영어판): 소행성.
- IBM 740(영어판): IBM의 CRT 레코더.
- 인텔740: 인텔에서 1998년에 출시한 350 nm 공정 그래픽 처리 장치. AGP를 사용한다.

## 교통

### 철도
- 서울 지하철 7호선 장승배기역의 역번호.

### 도로
- 740번 지방도: 전북특별자치도 익산시 여산면에서 완주군 운주면까지 이어지는 대한민국의 지방도.
- 현도 제740호선

## 군사
- 740 해군 항공대(영어판): 과거 존재한 영국의 해군 항공대.
- LST-740(영어판): 제2차 세계 대전에 사용된 미국의 전차상륙함.
- U-740(영어판, 독일어판): 제2차 세계 대전에 사용된 나치 독일의 군용 잠수함.

## 문화유산
- 대한민국의 보물 제740호: 감지은니보살선계경 권8

## 기타
- 연도: 740년, 기원전 740년
- 740년대
- 한국십진분류법에서 영어에 관한 책들이 분류되는 번호.
- 740 파크 애비뉴(영어판): 미국 뉴욕주 맨해튼에 있는 주거용 건물.
- 740 에잇스 애비뉴(영어판): 미국 뉴욕주 미드타운맨해튼에 건설 중인 숙박용 건물.